# محافظة الخرمة
الخرمة هي محافظة من محافظات المملكة العربية السعودية التابعة لإمارة منطقة مكة المكرمة وهي تقع في الجزء الشرقي منها.

## المساحة وعدد السكان
تغطي مساحة المحافظة الإدارية حوالي 26000 كيلو متر مربع. تغطي المنطقة السكنية والزراعية منها: 1300 كيلو متر مربع. 
ويبلغ عدد سكانها حسب إحصاء عام 1444هـ/ 2022م 38,744 نسمة، 22,210 نسمة منهم ذكور، و 16,534 نسمة منهم إناث، وعدد السعوديين منهم 30,403 نسمة، وغير السعوديين 8,341 نسمة.

## الموقع
تقع شمال شرقي مدينة الطائف وتبعد عنها مسافة 230 كم. لتخذت الخرمة في السابق مركزاً مهماً على طرق القوافل الداخلية فكانت الطرق وعرة جداً وتتجنبها هذه القوافل فتكون الخرمة هي محطة استراحتهم وانطلاقهم لرحلة أخرى ومن المدن التي تجاورها محافظة رنية على بعد 140 كم ومحافظه تربه على بعد 80 كم ويوجد منجم الدويحي أكبر منجم لإنتاج الذهب التابع للخرمة ويعتبر رافد اقتصادي.

## قرى الخرمة
- الغريف وهو مركز قديم ومشهور بالزراعة والمياه العذبة والنخيل والمنتجات الزراعية ومن الآثار الموجودة به مثل المسهر والزرب والمعيزيلة والشرفية.
- الدغميه يشتهر بالمزارع والنخيل ولقد سميت على مؤسسها الشيخ سلامه الأدغم.
- أبو جميدة وبها مزارع وآثار.
- الحجيف وتشتهر هذه المنطقة بوجود الآبار القديمة فيها.
- الحرف والدبيلة والمفيصل والحنو وحثاق.
- جبار - وهي أحد المناطق الزراعية على جانبي الوادي.
- الهجرة وبها آثار مشهورة.
- السلمية.
- ظليم.
- الحجيف.
- غثاة.
- حوقان.
- أبو مروة. وهو مركز رسمي.
- مركز الخبراء.
- كتيفان

## آثار الخرمة
من أهم الآثار الموجودة في الخرمة عدد من العدود (الأبيار) مثل: (الجوهرية- ربداء -التربانية- اصفا- هدبا- غلوة - رميص- الهزيم. والحفير وكذلك السديرية وحنيفان والقنصلية وآبار كتيفان والدويحي ولقطة والقيعلية وآبار بير الهزاني وبير المرضف وبير خواتمه وآبار الرخام والطريفة وآبار الغيام وقفده وبيضا نثيل والبدع وخنفسان والطويلة والمندسة والحرجي والأيسري والرزيزا والذريبات).
يوجد بها العديد من الآثار مثل المباني القديمة في جبال الحرة وهي عبارة عن رجوم دائرية ومربعة ومباني حجرية متقاربة مع بعضها. كذلك من الآثار القديمة:
- قصور بقيران بالخرمة
- آثار حوقان وآثار أبو جميدة، من قصور ومساجد قديمة.
- المعيزيلة
- قلعة المسهر: توجد في الغريف على بعد 45 كم من الخرمة وهي عبارة عن برج من الطين بارتفاع أربعة أمتار وقام ببنائه مجموعة من قبيلة السلمات من سبيع قبل أكثر من ثلاثة قرون ونصف
- الأبيار القديمة: ومنها أبيار القيعلية في العرق وهي منقورة في الصخر بشكل فني جيد كما في الصندود وجبال الحرة وأيضاً توجد آبار هلالية قديمة كما في الرمرومية
- قصر القنصلية: قصر اثري أسسه دغيم العماني في القرن العاشر الهجري شمال عرق سبيع
- جبل تين.

## وصلات خارجية
- الفلم الوثائقي عن محافظة الخرمة.